# Thesaurus philopoliticus
Thesaurus philopoliticus (noto anche come Thesaurus Philo-Politicus e, dopo il 1638, Sciographia cosmica) è una raccolta di incisioni su rame raffiguranti vedute di città, castelli o monasteri, accompagnate da brevi massime sapienziali pubblicata per la prima volta, in diverse serie, a Francoforte sul Meno a partire dal 1623. Autore dei testi fu Daniel Meisner, mentre le incisioni furono realizzate da Eberhard Kieser che curò anche la pubblicazione dei volumi in qualità di editore.

## Contenuto dell'opera

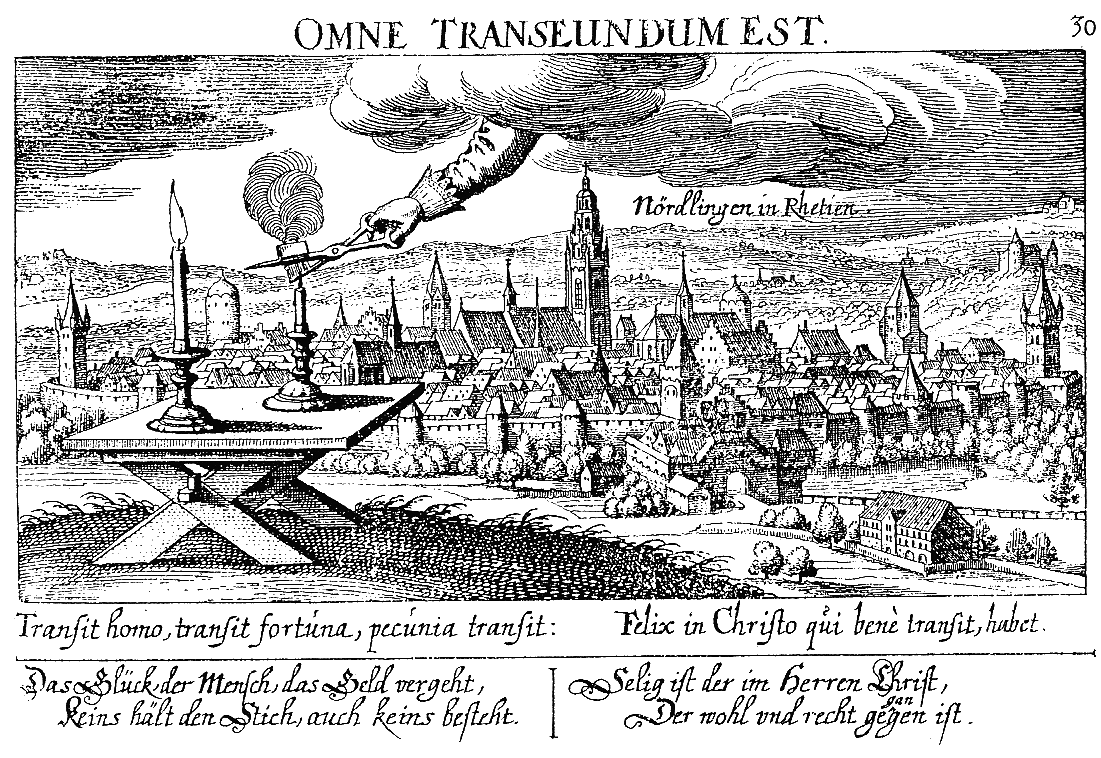
Incisione di Nördlingen, 1625 circa

L'opera può essere ricondotta al genere degli emblemi o delle stampe allegoriche a scopo moralizzante. Questo genere ebbe origine in Italia intorno alla metà del XVI secolo ed era molto popolare nel XVII secolo nei Paesi Bassi e in Germania.
A differenza di altre raccolte di vedute pubblicate all'epoca, l'autore e l'editore attribuirono particolare importanza alle scene e ai simboli rappresentati in primo piano e ai detti in versi associati, relegando così le vedute della città a mero sfondo decorativo.
Ciascun foglio, di dimensione pari a 10 cm × 15 cm circa, contiene un'illustrazione e una parte di testo così strutturata: un motto (principalmente in latino) sovrasta l'immagine; sotto ad essa un verso di due righe in latino, una accanto all'altra, e, in calce, la traduzione in tedesco resa attraverso una strofa di quattro versi suddivisi sempre in due colonne.
I volumi della prima edizione contengono anche una “Breve spiegazione e significato delle figure allegoriche” (Kurze Erklärung und Bedeutung der emblematischen Figuren), destinata alla migliore comprensione da parte dei lettori che, nonostante la traduzione dei versi in tedesco, avessero avuto difficoltà a interpretare la massima sapienziale latina.

## Vicende editoriali
La pubblicazione del Thesaurus philopoliticus iniziò nella primavera del 1623, quando le prime 52 stampe furono offerte in vendita in occasione della fiera di Francoforte. L'immediato successo spinse gli autori a pubblicare regolarmente nuove parti dell'opera, ciascuna contenente in genere 52 incisioni. Le incisioni vennero in seguito riorganizzate in due libri, il primo, suddiviso in otto parti, contenente le serie pubblicate tra il 1623 e il 1626, e il secondo, anch'esso composto da otto parti, contenente le incisioni pubblicate tra il 1627 e il 1631.

### Edizioni successive
Nonostante il progressivo tramonto del genere delle allegorie morali, l'interesse per il Thesaurus perdurò anche grazie alla popolarità dei paesaggi urbani in esso contenuti.
Subito dopo la morte di Eberhard Kieser (1631), il mercante d'arte ed editore Paulus Fürst di Norimberga acquistò le lastre da stampa e pubblicò nuovamente l'opera negli anni 1637-1638 con il titolo Sciographia Cosmica. Questa edizione consisteva di otto parti di cento incisioni ciascuna, tralasciando trenta stampe dalla serie originale. Alle stampe fu in tale edizione assegnata una sequenza secondo criteri geografici con una lettera (dalla A alla H) per ciascuna delle otto parti e un numero progressivo da 1 a 100. Furono invece omesse le pagine di testo con la spiegazione degli emblemi allegorici raffigurati in primo piano.
Gli eredi di Fürst pubblicarono una nuova edizione dell'opera nel 1678 che fu stampata con il titolo Daniel Meißners P. L. C. Sciagraphia Cosmica.
Dopo la chiusura della casa editrice di Paulus Fürst, il libraio di Norimberga Rudolf Johann Helmers ristampò nuovamente le tavole nel 1700 in un formato doppio con due vedute della città su ogni foglio, intitolando l'opera Politica politica / Statistisches Städte-Buch.